# حسن‌آباد (خرامه)
حسن‌آباد یک روستا در ایران است که در دهستان سفلی (خرامه) واقع شده‌است. حسن‌آباد ۱۵۱ نفر جمعیت دارد.